# Šahovska olimpijada 1990.
29. Šahovska olimpijada održana je 1990. u Srbiji, tada dijelom Jugoslavije. Grad domaćin bio je Novi Sad.

## Poredak osvajača odličja
| Mj. | Država   | Bodova | Igrači |
| --- | -------- | ------ | ------ |
| 1.  | SSSR     | 39,0   |        |
| 2.  | SAD      | 34,5   |        |
| 3.  | Engleska | 35,5   |        |

| Pobjednici             |
| ---------------------- |
| SSSR Osamnaesti naslov |